# 伊瓦諾米斯利
51°35′3″N 25°6′37″E / 51.58417°N 25.11028°E
伊瓦諾米斯利（烏克蘭語：Іваномисль），是烏克蘭西北部的村莊，隸屬沃倫州的卡明-卡希爾斯基區。該村面積2.97平方公里，海拔高度160米，2001年人口457，人口密度每平方公里154.03人。